# Tipula trispilota
Tipula trispilota är en tvåvingeart som beskrevs av Alexander 1942. Tipula trispilota ingår i släktet Tipula och familjen storharkrankar.
Artens utbredningsområde är Peru. Inga underarter finns listade i Catalogue of Life.